# 少林英雄 (電視劇)
《少林英雄》（英語：Heroes of Shaolin）為香港亞洲電視製作的古裝電視劇，在1986年4月首播，共20集，由楊錦泉擔任監製。由江華、葉玉萍、麥翠嫻、蔣金、王偉、吳彩南、劉少君等人主演。
本劇以魏晉南北朝為時代背景，是江華首部參演的電視劇。

## 劇情介紹
雜耍小子楊無名被捲入以洪震岳为首的一帮土匪搶玉佛的漩渦，目睹養父被殺，在自己走投無路下削髮為僧。
楊無名於少林期間，雖捲入洪震岳的女儿洪亦之及富家千金穆影彤的三角戀愛中，但受到救命恩人的達摩感化，避開私情，专心学武，最後更率眾僧合力保護皇帝，令少林英雄受到讚揚。

## 演員表
- 江華 飾 楊無名
- 麥翠嫻 飾 穆影彤
- 葉玉萍 飾 洪亦之
- 劉少君 飾 穆顯庭
- 蔣金 飾 心照
- 王偉 飾 達摩
- 尹天照 飾 北魏孝明帝
- 吳彩南 飾 慧空
- 江漢 飾 楊雄
- 張錚 飾 穆正
- 佘文炳 飾 主持
- 羅石青 飾 范將軍
- 駱達華 飾 心智
- 吳廷燁 飾 慧恩
- 蔡國慶 飾 淨圓
- 韩江 饰 净法
- 徐二牛 飾 洪震嶽
- 鄭恕峰 飾 段一刀
- 吴仕德 饰 苗天南
- 罗国辉 饰 马不凡
- 曹達華 飾 梁武帝
- 施明 飾 赤螢
- 陳惠瑜 飾 迎春
- 關偉倫 飾 神光